# يوناس دال
جوناس دال (بالدنماركية: Jonas Dal)‏ (7 يوليو 1976 بالدنمارك - ) هو مدرب كرة قدم ولاعب كرة قدم دانمركي في مركز الدفاع. لعب مع نادي إيسبيرغ ونادي ميتييلاند وSkive IK ‏ ونادي إيكست ‏ وÞór Akureyri ‏.

## وصلات خارجية
- جوناس دال على موقع قاعدة بيانات كرة القدم.إي يو (الإنجليزية)
- جوناس دال على موقع Soccerway.com (الإنجليزية)
- جوناس دال على موقع عالم كرة القدم.نت (الإنجليزية)